# Потерялась внучка (мультфильм)
«Потерялась внучка» — советский кукольный-рисованный мультипликационный фильм, поставленный режиссёром Романом Качановым и выпущенный студией «Союзмультфильм» в 1966 году.

## Сюжет
Мама и папа маленькой девочки уходят на работу. Девочка остаётся со своим дедушкой. Дед не может справиться с шаловливой внучкой, и когда та разрисовывает стену в квартире, пугает её, что вызовет милицию, и девочку за плохое поведение заберут в отделение. Затем он делает вид, что действительно звонит в милицию.
Когда девочка идёт гулять на улицу, ей кажется, что вся милиция города её разыскивает, и она убегает со двора. Дедушка ищет внучку и не может найти.
Милиция бросается на поиски пропавшего ребёнка. Девочку находят и не арестовывают, как она ожидает, а угощают конфетой и довозят до дома на мотоцикле. После этого случая дедушка понимает, что нельзя даже в воспитательных целях пугать детей работниками правоохранительных органов.

## Оценки
Георгий Бородин отнёс фильм к наиболее ярким работам, созданным кукольным объединением студии «Союзмультфильм» в 1960-х годах.
Роману Качанову была выдана Почётная грамота Министерства охраны общественного порядка СССР «за воспитание в детях положительного образа советского милиционера».

## Съёмочная группа
- Автор сценария — Анатолий Митяев
- Режиссёр — Роман Качанов
- Художник-постановщик — Леонид Шварцман
- Оператор — Теодор Бунимович
- Композитор — Никита Богословский
- Звукооператор — Георгий Мартынюк
- Художники-мультипликаторы: Вячеслав Шилобреев, Майя Бузинова, Игорь Подгорский, Кирилл Малянтович
- Редактор — Наталья Абрамова
- Ассистент режиссёра — Е. Новосельская
- Монтаж — Изабеллой Герасимовой
- Куклы и декорации изготовили: Вера Калашникова, Марина Чеснокова, Галина Геттингер, В. Куранов, Семён Этлис, Валентин Ладыгин, Борис Караваев, Владимир Алисов, Валерий Петров, В. Шафранюк
- под руководством — Романа Гурова
- Директор картины — Натан Битман